# Алабужев Валерій Федорович
Валерій Федорович Алабужев (нар. 20 червня 1942, Куйбишев, РРФСР — пом. 28 грудня 2001, Москва, Росія) — радянський футболіст, виступав на позиції воротаря, майстер спорту СРСР (1965).

## Життєпис
Вихованець ФШМ Москва. Першим його професійним клубом став «Авангард» з міста Чернівці. З 1962 по 1963 роки виступав у московському «Спартаку». Дебютував за клуб 13 вересня 1962 року, у виїзному матчі проти куйбишевських «Крил Рад», вийшовши на заміну Ігорю Фролову відразу ж після перерви. Цей матч виявився єдиним у тому чемпіонському сезоні. У другому сезоні провів 3 матчі, в яких пропустив 2 м'ячі, також провів один матч у Кубку країни, в якому пропустив 1 м'яч, усього ж за «Спартак» провів 5 матчів, в яких пропустив 2 м'ячі. У 1964 році провів один кубковий матч у «Крилах Рад» з Куйбишева. Сезон 1965 року розпочав в «Арараті» з Єревану, з яким домігся підвищення в класі, але у Вищій лізі за єреванців так і не зіграв, так як під час передсезонної підготовки, в залі, зламав ключицю, довго лікувався й вибув з основного складу. З 1967 по 1971 грав у махачкалинському «Динамо».

## Досягнення
«Спартак» (Москва)
- Вища ліга чемпіонату СРСР
  -  Чемпіон (1): 1962
  -  Срібний призер (1): 1963

- Кубок СРСР
  -  Володар (1): 1963

«Крила Рад» (Самара)
- Кубок СРСР
  -  Фіналіст (1): 1964

«Арарат» (Єреван)
- Друга група класу А
  -  Чемпіон (1): 1965 (Вихід до Вищого дивізіону)